# Tesem

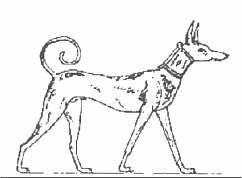
Um Tesem, tal como era representado pelos antigos egípcios.

Tesem é uma raça de cães, por muitos considerada uma das mais antigas, domesticadas pelo ser humano, de que se tem testemunho em várias representações em antigos túmulos egípcios. Entre as raças conhecidas hoje, assemelha-se ao “pharaoh hound”.